# Saint-Pey-de-Castets
Saint-Pey-de-Castets (okzitanisch: Sent Pèir de Castèths) ist eine südwestfranzösische Gemeinde mit 595 Einwohnern (Stand: 1. Januar 2022) im Département Gironde in der Region Nouvelle-Aquitaine (vor 2016: Aquitanien). Die Gemeinde gehört zum Arrondissement Libourne und zum Kanton Les Coteaux de Dordogne. Die Einwohner werden Saint-Peyais genannt.

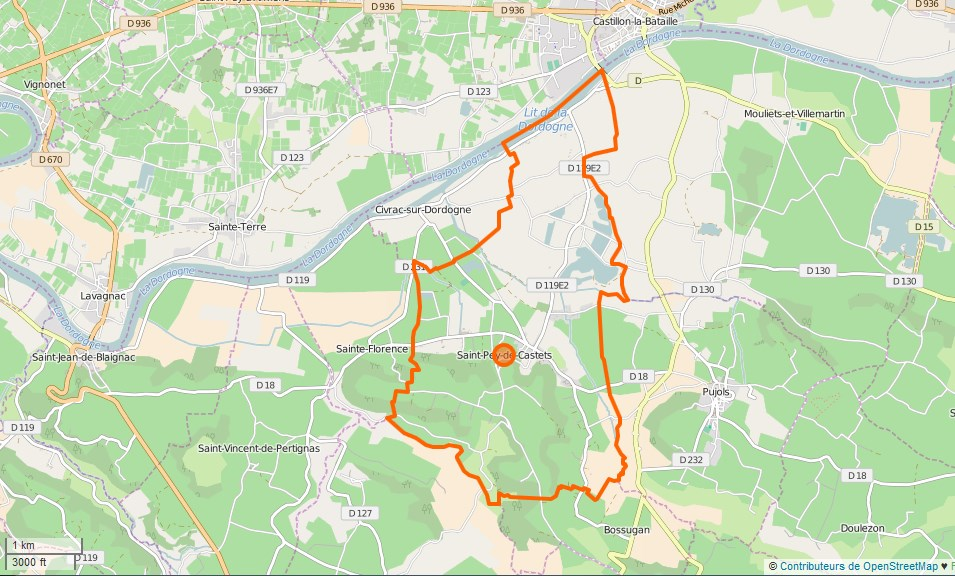
Gemeindegrenzen von Saint-Pey-de-Castets

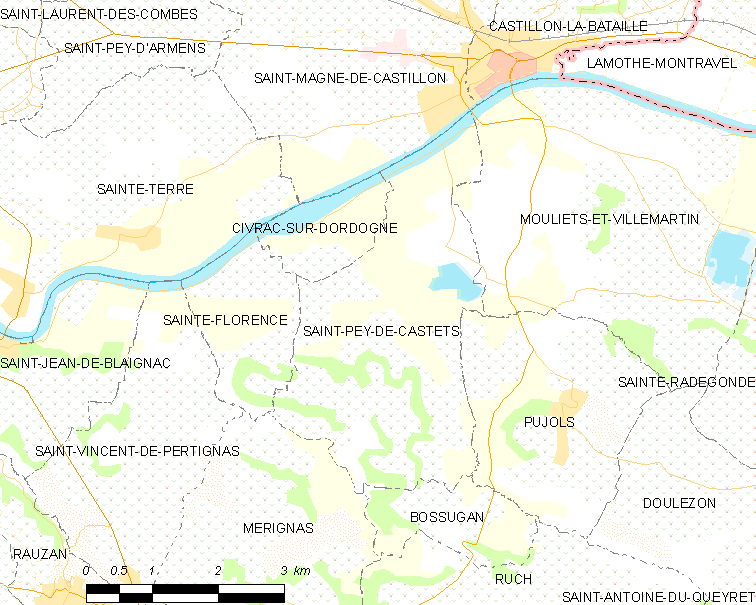
Umgebungskarte

## Lage
Saint-Pey-de-Castets liegt etwa 40 Kilometer östlich von Bordeaux und etwa 17 Kilometer südöstlich von Libourne im Tal der Dordogne. Umgeben wird Saint-Pey-de-Castets von den Nachbargemeinden Civrac-sur-Dordogne im Norden und Nordwesten, Saint-Magne-de-Castillon im Norden, Mouliets-et-Villemartin im Osten und Nordosten, Pujols im Osten, Bossugan im Süden, Mérignas im Südwesten sowie Sainte-Florence im Westen.

## Bevölkerungsentwicklung
| Jahr                       | 1962 | 1968 | 1975 | 1982 | 1990 | 1999 | 2006 | 2018 |
| Einwohner                  | 519  | 484  | 457  | 520  | 597  | 617  | 608  | 616  |
| Quellen: Cassini und INSEE |      |      |      |      |      |      |      |      |

## Sehenswürdigkeiten
- Kirche Saint-Pierre, ursprünglich aus dem 11. Jahrhundert, im 14./15. Jahrhundert wieder aufgebaut, Monument historique

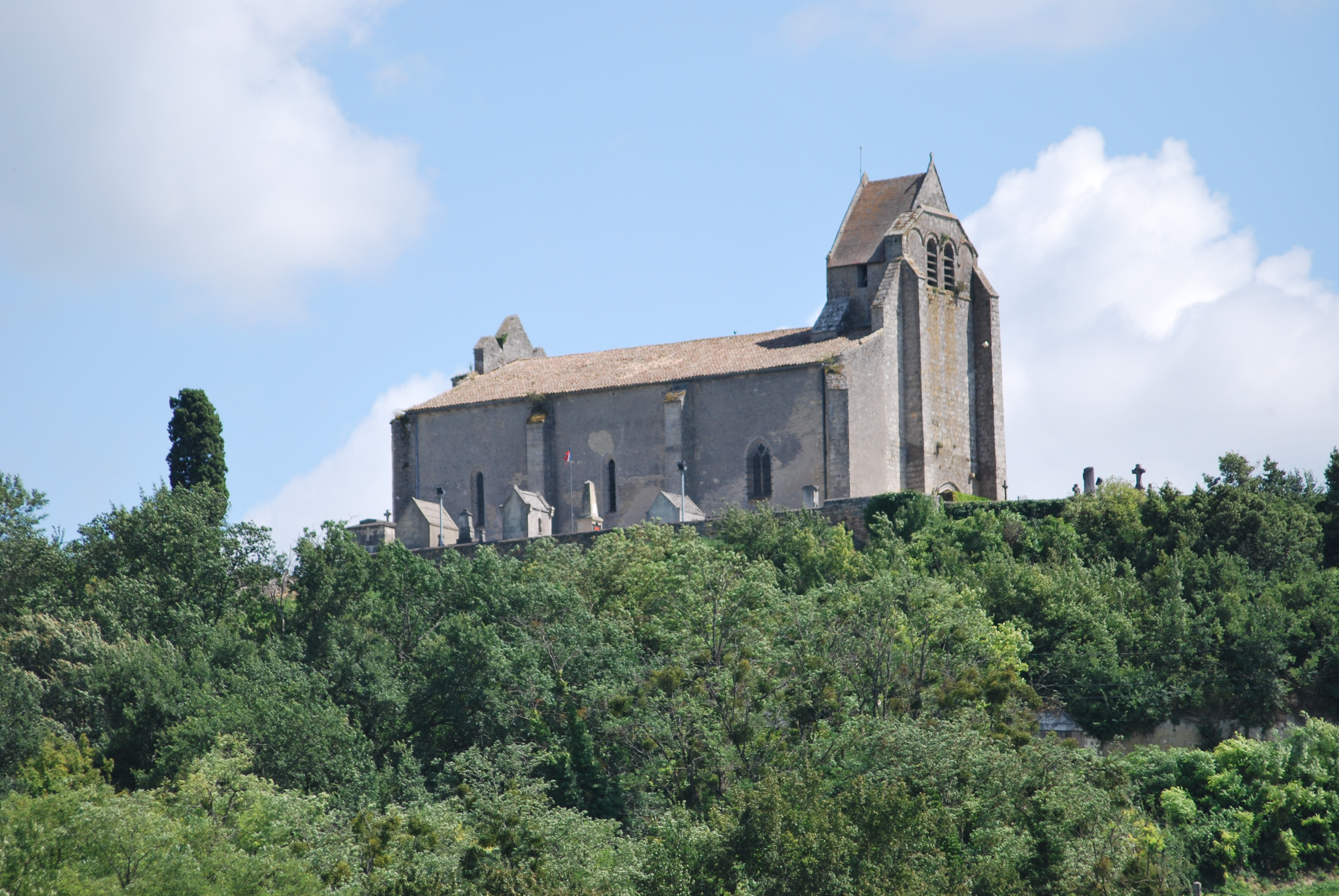
Kirche Saint-Pierre